# Ubuntu (filosofia)
(Nelson Mandela, novembre 2008)
Ubuntu è un'etica o un'ideologia dell'Africa sub-Sahariana che si focalizza sulla lealtà e sulle relazioni reciproche delle persone.
È un'espressione in lingua bantu che indica "benevolenza verso il prossimo". Appellandosi all'ubuntu si è soliti dire Umuntu ngumuntu ngabantu, "io sono ciò che sono in virtù di ciò che tutti siamo". È una regola di vita, basata sulla compassione, il rispetto dell'altro. 
L'ubuntu esorta a sostenersi e aiutarsi reciprocamente, a prendere coscienza non solo dei propri diritti, ma anche dei propri doveri, poiché è una spinta ideale verso l'umanità intera, un desiderio di pace.

## Significato
Ecco alcune interpretazioni del senso di Ubuntu:
- «Io sono quello che sono per quello che tutti siamo»
- «Io sono perché noi siamo»
- «Io sono ciò che sono per merito di ciò che siamo tutti»
- «Umanità verso gli altri»
- «Pace nel mondo”

Una definizione popolarmente accettata è anche «la credenza in un legame universale di scambio che unisce l'intera umanità».
Si può tradurre Ubuntu (non senza perdita di parte del significato) con Umanità, nel senso di qualità umana. Cercando di tradurre la parola, bisogna infine tenere presente che nel senso di Ubuntu trova spazio anche la dimensione religiosa di un legame tra tutti gli esseri umani.
Louw suggerisce che il concetto di Ubuntu definisce l'individuo in funzione delle sue molteplici relazioni con gli altri, e sottolinea l'importanza di ubuntu come concetto religioso. Egli dichiara che mentre la massima Zulu umuntu ngumuntu ngabantu ("una persona è una persona tramite (altre) persone") potrebbe non avere apparenti connotazioni religiose nel contesto della società Occidentale, nel contesto Africano suggerisce che la persona deve diventare tale comportandosi con il resto dell'umanità in modo conforme al rispetto degli antenati e in loro venerazione. Coloro i quali sostengono il principio di ubuntu durante la loro vita potranno raggiungere, nella morte, un'unità con quelli che sono ancora vivi.

## Cambiamento in Sudafrica
Ubuntu è visto come uno dei principi fondamentali della nuova repubblica del Sudafrica, ed è connesso con l'idea di un Rinascimento africano. Nella sfera politica, il concetto di ubuntu è usato per enfatizzare la necessità di unità o consenso nel prendere decisioni, così come la necessità di un'etichetta umanitaria per informare queste decisioni.
Particolarmente legato all'ubuntu è il Premio Nobel sudafricano Desmond Tutu, che da questo concetto ha tratto ispirazione per la sua azione contro l'apartheid.

## Zimbabwe
In shona, la prima lingua per diffusione in Zimbabwe dopo l'inglese, ubuntu è unhu. Il concetto di ubuntu è visto in Zimbabwe esattamente come nel resto delle culture Africane, e in Shona esiste anche un detto simile a quello Zulu sopracitato: munhu munhu nevanhu.

## Nei vari campi della società

### Politica
Ubuntu prende il significato di unione e condivisione nel momento in cui si devono prendere decisioni. Questo ideale ha stimolato lo spirito patriottico e dà alle popolazioni africane che lo praticano orgoglio, dignità e rispetto.

### Legge
L'Ubuntu agisce in campo giuridico diffondendo la sua fratellanza. Per esempio: dopo che un uomo uccide un altro uomo l'assassino sconta la sua pena, ma intanto la famiglia del colpevole instaura un legame con la famiglia della vittima per risarcirne i danni.

### Religione
I seguaci dell'Ubuntu credono che esista un legame universale che unisca tutta l'umanità. 
La citazione dell'Ubuntu: "una persona è un tramite per mezzo delle altre" assume il significato che tutti debbano comportarsi con tutti in modo uguale, corretto e nel rispetto degli antenati.

### Economia
Il progetto economico Ubuntu ha molti volontari ed è sponsorizzato da istituzioni pubbliche e private. Tutto questo per lo sviluppo di una forma di solidarietà economica.

### Sociologia
Ubuntu ha molti significati in questo campo perché riguarda le molteplici relazioni tra gli individui:
- L'ospitalità è sacra e non è richiesto presentare omaggi.
- Le persone anziane devono essere chiamate per cognome o soprannome, non per nome.
- L'Ubuntu definisce con precisione i ruoli sociali.
- Non esistono bambini orfani, perché non esistono figli di sangue ma solo figli e nessun genitore abbandonerebbe il proprio figlio.

## Ubuntu (distribuzione GNU/Linux)
L'etica di Ubuntu ha ispirato il nome e la filosofia dell'omonima distribuzione Linux.

## Opere artistiche
Il concetto di ubuntu è illustrato nel film In My Country, che parla della Commissione di Verità e Riconciliazione, con Samuel L. Jackson e Juliette Binoche.
Il concetto di ubuntu è richiamato nel fil L’assedio di Silverton, che parla del tentativo di far liberare Nelson Mandela tramite un assedio in banca.

## Astronomia
In onore di tale principio, l'asteroide 2005 EW302 scoperto nel 2005, è stato denominato ufficialmente 202373 Ubuntu.